# Asalto corporativo
En el ámbito de los negocios, un asalto corporativo es una práctica financiera y estrategia empresarial en la que un inversor o grupo de inversores, adquieren una cantidad significativa de acciones de una empresa con el objetivo específico de implementar cambios dramáticos en su gestión y estructura para obtener beneficios económicos sustanciales a corto plazo, generalmente en oposición a los deseos y prácticas de la administración de la corporación. Las medidas pueden incluir el reemplazo de altos ejecutivos, la reducción de operaciones o la liquidación de la empresa. Esta práctica se popularizó especialmente durante la década de 1980 en Estados Unidos, un período que llegó a caracterizarse por adquisiciones hostiles a gran escala y profundas reestructuraciones corporativas que transformaron permanentemente el panorama empresarial estadounidense.

## Historia y evolución
El fenómeno del asalto corporativo emergió con particular fuerza durante los años 1980, cuando el mercado financiero estadounidense experimentó una transformación significativa en sus prácticas y cultura corporativa. Durante este período, figuras prominentes como T. Boone Pickens, Carl Icahn, Sir James Goldsmith y Víctor Posner se convirtieron en símbolos emblemáticos de esta estrategia empresarial, ganando notoriedad por sus agresivas tácticas de adquisición y reestructuración.
Los asaltantes corporativos revolucionaron el mundo empresarial al desafiar las estructuras corporativas tradicionales y las prácticas de gobierno corporativo establecidas. Su enfoque se centraba en identificar empresas que consideraban infravaloradas o mal gestionadas, para luego adquirir participaciones significativas que les permitieran forzar cambios sustanciales en la dirección y operación de estas compañías.
Este período fue particularmente notable por casos emblemáticos como el intento de toma de control de Gulf Oil por parte de T. Boone Pickens, la adquisición de TWA por Carl Icahn, y la batalla por el control de RJR Nabisco, que en su momento fue la adquisición más grande de la historia corporativa. Estos eventos no solo captaron la atención del público general sino que también transformaron fundamentalmente la manera en que las empresas operaban y se defendían contra adquisiciones hostiles.

## Metodología y estrategias
La metodología del asalto corporativo se fundamenta en un análisis exhaustivo del mercado para identificar empresas objetivo que presenten características específicas. Los asaltantes corporativos típicamente buscan organizaciones con valor de mercado significativamente inferior al valor contable de sus activos, exceso de efectivo en sus balances, o divisiones potencialmente más valiosas por separado que como parte del conjunto empresarial.
El proceso de identificación de objetivos potenciales implica un análisis detallado de la estructura de capital y niveles de deuda, así como una evaluación del potencial de venta de activos no estratégicos. Los asaltantes corporativos examinan minuciosamente la calidad y eficiencia de la gestión actual, buscando oportunidades de mejora operativa y considerando las posibles barreras regulatorias y legales para la adquisición.
Una vez identificado el objetivo, los asaltantes corporativos emplean una variedad de tácticas sofisticadas para alcanzar sus objetivos. El proceso generalmente comienza con la acumulación sigilosa de acciones hasta alcanzar una posición significativa, seguida por la presentación de los documentos regulatorios necesarios ante la Comisión de Bolsa y Valores cuando se supera el umbral del 5% de propiedad. Esta fase inicial suele ir acompañada de una estrategia de comunicación cuidadosamente planificada para ganar el apoyo de otros accionistas y presionar a la dirección.

## Impacto en la gestión empresarial
Los asaltantes corporativos implementan cambios drásticos en las empresas adquiridas, que generalmente incluyen reestructuraciones organizativas radicales, ventas de activos considerados no esenciales, y modificaciones significativas en las políticas corporativas. En el ámbito financiero, estos cambios suelen resultar en una significativa reducción de costos operativos, acompañada de modificaciones sustanciales en las estructuras de capital y en las políticas de dividendos y recompra de acciones.
Las transformaciones en el ámbito organizacional son igualmente profundas, manifestándose en una restructuración integral de divisiones y departamentos, junto con cambios fundamentales en la cultura corporativa. Estas modificaciones frecuentemente resultan en reducciones significativas de personal, cambios en el consejo de administración, y alteraciones fundamentales en la estrategia empresarial. El impacto de estas intervenciones puede ser profundo y duradero, afectando no solo a la empresa objetivo sino también a sus empleados, proveedores y comunidades circundantes.

## Medidas defensivas
Como respuesta a la amenaza de los asaltos corporativos, las empresas han desarrollado una serie de medidas defensivas sofisticadas. La píldora envenenada se ha convertido en una de las estrategias más efectivas, permitiendo a los accionistas existentes comprar acciones adicionales a precio reducido, diluyendo así la participación del asaltante. La implementación de esta táctica puede variar significativamente, desde versiones moderadas hasta extremadamente agresivas, dependiendo de la severidad de la amenaza percibida.
El paracaídas dorado representa otra estrategia defensiva prominente, garantizando compensaciones sustanciales para los ejecutivos en caso de cambio de control. Esta medida no solo protege a la dirección sino que también aumenta significativamente el costo de la adquisición para el asaltante potencial. La búsqueda de un caballero blanco, un adquirente amistoso preferido por la dirección actual, ha demostrado ser particularmente efectiva en situaciones donde la adquisición parece inevitable.
La defensa pac-man, aunque menos común, representa una de las estrategias más agresivas, donde la empresa objetivo intenta adquirir al asaltante corporativo. Esta táctica requiere recursos financieros significativos y una planificación cuidadosa, pero ha demostrado ser efectiva en casos específicos. Estas medidas defensivas han evolucionado significativamente desde los años 1980, adaptándose a las cambiantes tácticas de los asaltantes corporativos y al entorno regulatorio.